# Heterolophus guttiger
Heterolophus guttiger es una especie de arácnido del orden Pseudoscorpionida de la familia Tridenchthoniidae.

## Distribución geográfica
Se encuentra en Argentina y Brasil.